# Cmentarz parafialny w Jerzyskach
Cmentarz w Jerzyskach lub cmentarz parafialny w Jerzyskach; właściwie cmentarz parafii świętego Stanisława Kostki w Jerzyskach – parafialny cmentarz rzymskokatolicki we wsi Jerzyska w gminie Łochów, w powiecie węgrowskim, w województwie mazowieckim.
Cmentarz powstał w 1934 i ulokowany jest przy skrzyżowaniu dróg na wschodnim krańcu wsi.
Na cmentarzu znajduje się między innymi głaz pamiątkowy upamiętniający żołnierzy Powstańczego Oddziału Specjalnego „Jerzyki” odsłonięty w 1982 roku.

## Znane osoby pochowane na cmentarzu
- Marian Dzięcioł (1950–2015) – polski samorządowiec, burmistrz Łochowa (1992–2015)[3].